# Кочища
 Тази статия е за селото в Жупа.  За селото в Демир Хисар вижте Кочище.  За селото в Битолско вижте Кочище (Битолско).
Кочища (на македонска литературна норма: Кочишта; на албански: Koçishta) е село в Северна Македония, в община Вапа (Център Жупа).

## География
Селото е разположено в областта Жупа в северозападните склонове на планината Стогово.

## История
В XIX век Кочища е българо-помашко село в Дебърска каза на Османската империя. В „Етнография на вилаетите Адрианопол, Монастир и Салоника“, издадена в Константинопол в 1878 година и отразяваща статистиката на населението от 1873, Кочища е посочено като село с 35 домакинства, като жителите му са 40 помаци и 68 българи.
Според статистиката на Васил Кънчов („Македония. Етнография и статистика“) в 1900 година Кочища има 180 жители българи християни и 175 българи мохамедани. Според Никола Киров („Крушово и борбите му за свобода“) към 1901 година Кочища има 5 български къщи и 15 турски.
На Етнографската карта на Битолския вилает на Картографския институт в София от 1901 година Кочища е смесено село българи, помаци, албанци и турци в Дебърската каза на Дебърския санджак с 60 къщи. Същевременно Качица е чисто помашко (българомохамеданско) село в Дебърската каза на Дебърския санджак с 16 къщи.
Цялото християнско население на селото е под върховенството на Българската екзархия. По данни на секретаря на екзархията Димитър Мишев („La Macédoine et sa Population Chrétienne“) в 1905 година в Кочища има 96 българи екзархисти.
Според статистика на вестник „Дебърски глас“ в 1911 година в Кочища има 14 български екзархийски и 30 турски къщи.
При избухването на Балканската война 8 души от Кочища са доброволци в Македоно-одринското опълчение.
В 1915 година, по време на Първата световна война, селото е анексирано от Царство България. Към 1 март 1916 година Кочища е част от Парешката община на българската Дебърска околия.
На етническата си карта на Северозападна Македония в 1929 година Афанасий Селишчев отбелязва Кочища като българско село.
Според преброяването от 2002 година селото е без жители.

## Личности
Родени в Кочища
- Аргир (Аргин) Иванов Божков (1882 - след 1943)[12] зидар с основно образование,[13] македоно-одрински опълченец, служил в 3-та и Нестроевата рота на 1-ва дебърска дружина;[14][13] участвал в Първата световна война с 2-ра рота на 1-ва дружина на 1-ви пехотен софийски полк;[14] на 5 март 1943 година, като жител на Битоля, подава молба за българска народна пенсия,[12] която е одобрена и пенсията е отпусната от Министерския съвет на Царство България;[14] родом от дебърското Кочища[13] или демирхисарското Кочища[12]
- Вельо (Велю) Лазаров Георгиев (1869 - след 1943),[15] македоно-одрински опълченец, служи в Нестроевата рота[16] на 10-а прилепска дружина, в щаба на 3-та бригада;[17] на 1 март 1943 година като жител на Пловдив[15] подава молба за българска народна пенсия, която е одобрена и пенсията е отпусната от Министерския съвет на Царство България[17]
- Кирил (Киро) Лазаров Георгиев Бачевски (1871 - след 1943),[18] македоно-одрински опълченец, служи в Нестроевата рота[19] или 3-та рота на 10-а прилепска дружина;[18] на 1 март 1943 година като жител на Пловдив подава молба за българска народна пенсия, която е одобрена и пенсията е отпусната от Министерския съвет на Царство България[18]
- Филип Христов Филипов, македоно-одрински опълченец, 23-годишен, 3 рота на 1 дебърска дружина[20] Носител на орден „За храброст“ III степен от Първата световна война.[21]